# Robert Baden-Powell
Robert Stephenson Smyth Baden-Powell, baron Baden-Powell (B-P) från 1929, född 22 februari 1857 i Paddington, London, död 8 januari 1941 i Nyeri, Kenya, var en brittisk militär, författare och grundare av scoutrörelsen. Han var veteran från strider i Indien och Afrika och vid boerkrigets inledning var han britternas yngste överste innan han blev general och generalinspektör för kavalleriet 1903. 
Han författade Scouting for Boys, som gavs ut första gången 1908, efter ett första scoutläger på Brownsea Island, England.

## Uppväxt
Baden-Powell var den sjätte sonen av åtta till geometriprofessorn, tillika prästen, Baden Powell i Oxford och dotterson till amiralen och astronomen William Henry Smyth. Han hade även två systrar. Hans far dog när Baden-Powell var tre år gammal. Med hjälp av ett stipendium kom han så småningom till Charterhouse internatskola. Hans första erfarenheter av scouting (scout eng. för spejare) fick han i den närliggande skogen som var förbjudet område. Här gällde det att hålla sig undan för skolans lärare, och leva vildmarksliv. Han smög på smådjur och lär även ha fångat och tillagat dem. Baden-Powell spelade också fiol och piano. Sommarloven tillbringade han i naturen tillsammans med sina bröder.

## I tjänst
Baden-Powells stora insats var försvaret av staden Mafeking under Andra boerkriget, ett företag som lyckades med hjälp av en ungdomskår som utövade enklare vaktuppgifter. Av verksamheten utvecklades så småningom den internationella scoutrörelsen.

## Familjeliv och död
I januari 1912 mötte Baden-Powell sin blivande fru, Olave Soames, på en oceanångare (Arcadia) på väg till New York för att inleda en av sina scoutresor kring världen. Hon var en ung kvinna på 23 år, medan han var 55, (de hade samma födelsedag). De förlovade sig i september samma år vilket orsakade en mediasensation, även om en sådan åldersskillnad inte var ovanlig på den tiden. För att undvika pressen gifte de sig i hemlighet den 30 oktober 1912. Englands scouter gav alla varsin penny för att köpa dem en bröllopsgåva, en bil (1929 köpte rörelsen ännu en bil åt honom, en Rolls Royce).
Paret bodde i huset Pax Hill från ungefär 1919 till 1939. Strax efter att de gift sig började han få problem med sin hälsa. Han klagade på ständig huvudvärk, som enligt hans doktor var av psykosomatiskt ursprung och behandlade med drömanalys. Huvudvärken avtog då han slutade sova med Olave och flyttade till ett provisoriskt sovrum på deras balkong. 1934 togs hans prostata bort, och 1939 flyttade han till ett hus i Kenya, ett land han tidigare besökt för att tillfriskna. Han dog den 8 januari 1941 och begravdes i Nyeri, Kenya, nära Mount Kenya. Hans gravsten är graverad med en cirkel med en prick i mitten, spårtecknet för "jag har gått hem" eller "här slutar spåret". När hans fru Olave dog skickades hennes aska till Kenya för att gravsättas bredvid hennes man. Kenya har förklarat graven som nationalmonument.

## Böcker
Militära böcker
- 1884: Reconnaissance and Scouting
- 1885: Cavalry Instruction
- 1889: Pigsticking or Hoghunting
- 1896: The Downfall of Prempeh
- 1897: The Matabele Campaign
- 1899: Aids to Scouting for N.-C.Os and Men
- 1900: Sport in War
- 1901: Notes and Instructions for the South African Constabulary
- 1914: Quick Training for War

Scoutböcker
- 1908: Scouting for Boys
- 1909: Yarns for Boy Scouts
- 1912: How Girls Can Help to Build Up the Empire (medförfattare Agnes Baden-Powell)
- 1913: Boy Scouts Beyond The Sea: My World Tour
- 1916: The Wolf Cub's Handbook
- 1918: Girl Guiding
- 1919: Aids To Scoutmastership
- 1921: What Scouts Can Do: More Yarns
- 1922: Rovering to Success
- 1929: Scouting and Youth Movements
- est 1929: Last Message to Scouts
- 1935: Scouting Round the World

Övriga böcker
- 1905: Ambidexterity (medförfattare John Jackson)
- 1915: Indian Memories
- 1915: My Adventures as a Spy
- 1916: Young Knights of the Empire: Their Code, and Further Scout Yarns
- 1921: An Old Wolf's Favourites
- 1927: Life's Snags and How to Meet Them
- 1933: Lessons From the Varsity of Life
- 1934: Adventures and Accidents
- 1936: Adventuring to Manhood
- 1937: African Adventures
- 1938: Birds and Beasts of Africa
- 1939: Paddle Your Own Canoe
- 1940: More Sketches Of Kenya

## Utmärkelser
- Kommendör med stora korset av Svärdsorden, 1933.[11]

## Galleri

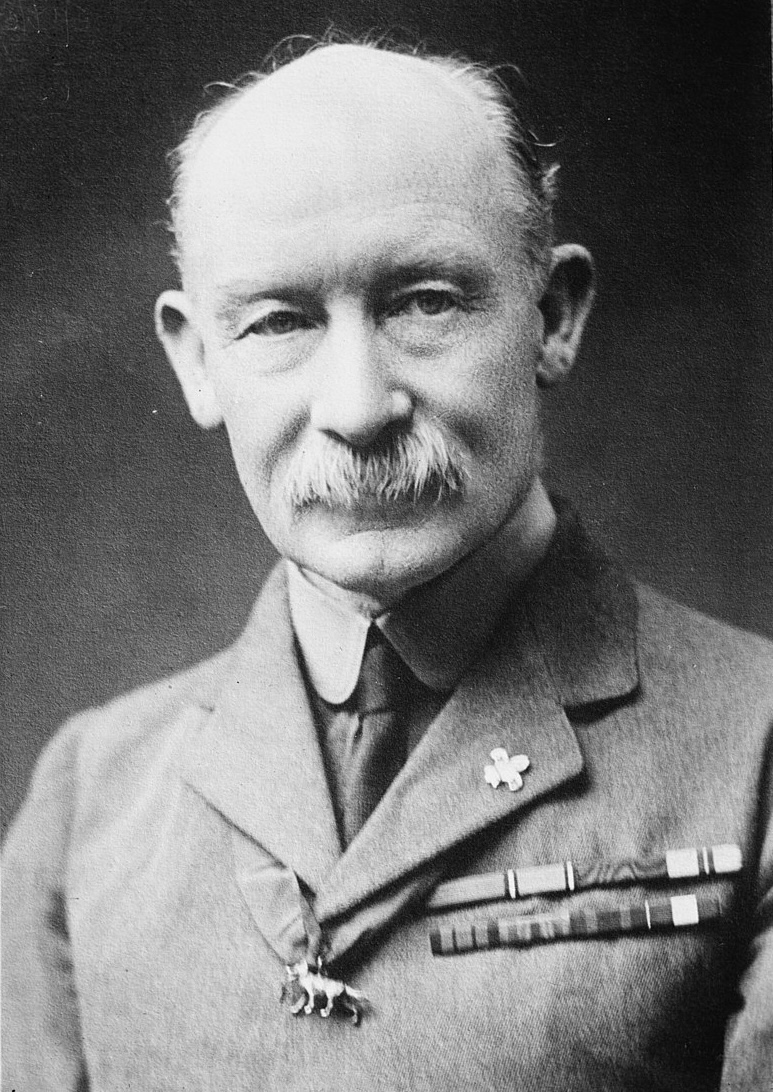
Robert Baden-Powell ca 1915.
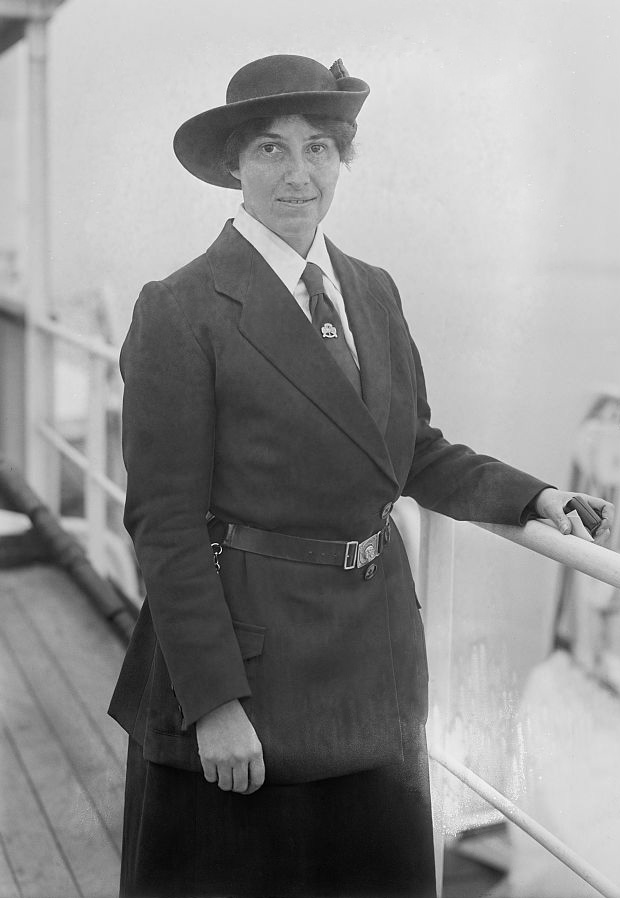
Olave Baden-Powell ca 1920.
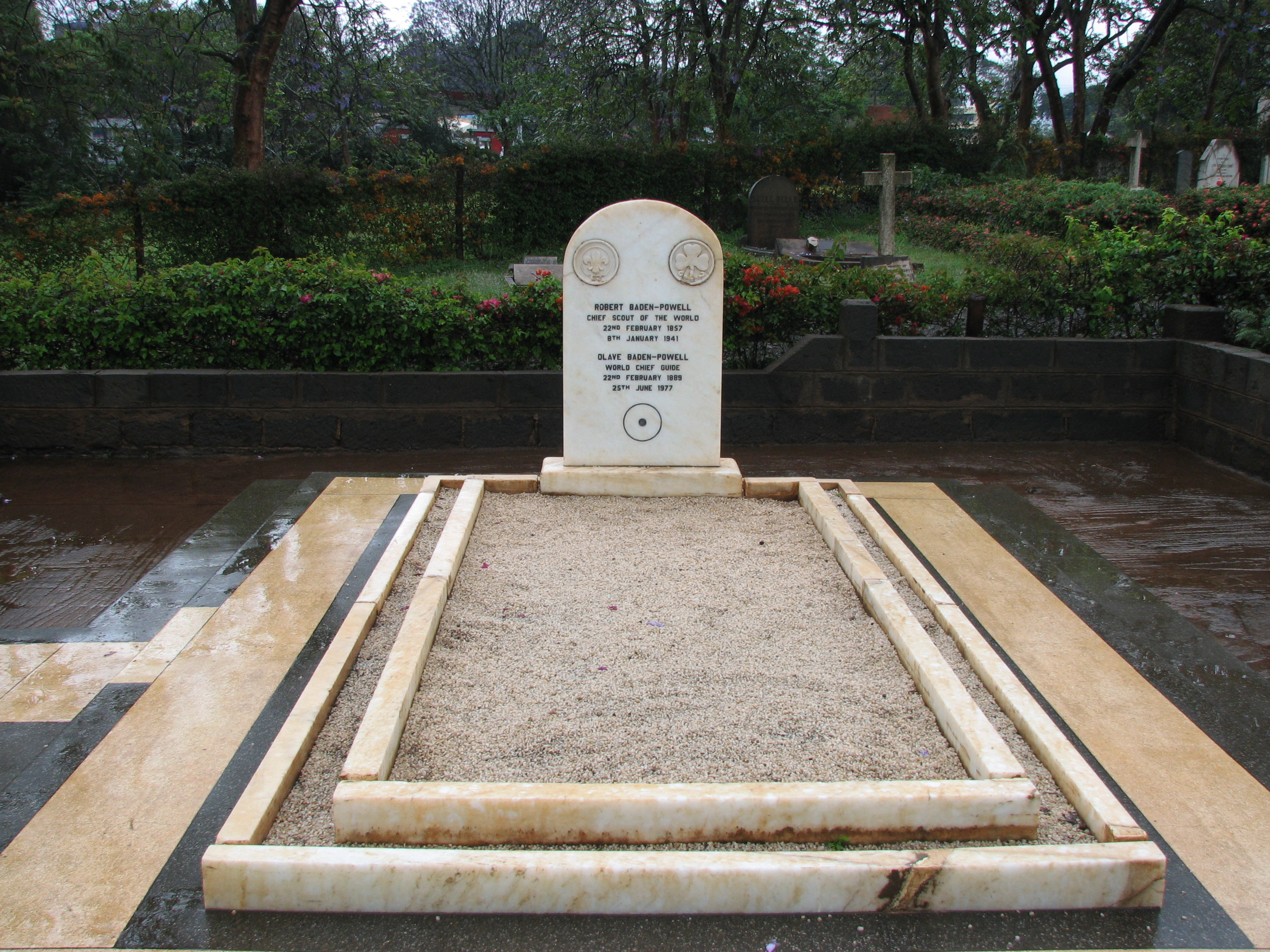
Robert och Olave Baden-Powells grav.